# Astragalus chomutovii
Astragalus chomutovii är en ärtväxtart som beskrevs av Boris Fedtjenko. Astragalus chomutovii ingår i släktet vedlar, och familjen ärtväxter. Inga underarter finns listade i Catalogue of Life.